# 粟生屋源右衛門
粟生屋 源右衛門（あおや げんえもん、寛政元年?（1789年） - 安政5年?（1858年））は、江戸時代後期の九谷焼の陶工。父は源兵衛で東郊と号した楽焼の名工。子に同じく陶工の青木栄五郎がいる。号は父と同じく東郊。

## 経歴・人物
加賀国小松の人物。加賀能美郡若杉村の若杉窯の本多貞吉のもとで学び、父の死後、文政5年（1822年）小松の材木町で開窯。若杉窯では主工を務める。その後文政7年（1824年）に本多貞吉の養子清兵衛らと共に吉田屋窯を開窯、主工を務める。更に蓮代寺窯、小野窯、松山窯などでも指導に当たり再興九谷焼の発展に尽力した。楽焼系の軟陶を能くし、白土を化粧掛けした上に上絵で彩色した木工品のような硯箱、箪笥、机などの作品がある。